# Daniel Yergin
Daniel Howard Yergin (Los Angeles, 6 febbraio 1947) è un saggista ed economista statunitense, ricercatore nel settore dell'energia.
Ha vinto il Premio Pulitzer con il suo libro The Prize: The Epic Quest for Oil, Money, and Power, di cui ha scritto anche il seguito The Quest: Energy, Security, and the Remaking of the Modern World. Yergin è il cofondatore e direttore della Cambridge Energy Research Associates (CERA), società di consulenza americana sui temi della geopolitica, dell'energia e dei mercati che fa parte dell'IHS. Nel 2004 il CERA è stato acquisito dalla IHS, di cui Yergin è vice presidente.

## Biografia

### Gioventù e istruzione
Nato a Los Angeles, California da un reporter del Chicago Tribune e da una scultrice e pittrice, Yergin ha frequentato la Beverly Hills High School e si è successivamente laureato all'Università di Yale nel 1968, collaborando con il Yale Daily News e fondando il The New Journal. Nel 1974 ha ottenuto un PhD in Storia internazionale all'Università di Cambridge. È stato inoltre insignito di lauree Honoris causa dalla Colorado School of Mines, dall'Università di Houston e dall'Università del Missouri.

### Carriera
Dal 1978 al 1980, Yergin è stato un docente della Harvard Business School e, fino al 1985, della  John F. Kennedy School of Government di Harvard. Nel 1982 ha fondato la Cambridge Energy Research Associates (CERA). Nel 2004 il CERA è stato acquisito dalla IHS, di cui Yergin è vice presidente.

## Libri

### Scritti da solo
- Shattered Peace: The Origins of the Cold War and the National Security State (New York, Houghton Mifflin, 1977. Ristampato da Penguin nel 1978 e nel 1980, ISBN 0-395-27267-X e nel 1990 in edizione rivista e aggiornata, ISBN 0-14-012177-3). Primo libro scritto da Yergin, e basato in parte dalla dissertazione per il suo PhD. Tratta delle origini della Guerra fredda tra l'Occidente e l'Unione Sovietica.
- The Prize: The Epic Quest for Oil, Money, and Power (New York, Simon & Schuster, 1991, ISBN 0-671-50248-4. Ristampato nel 1992, ISBN 0-671-79932-0). Il suo titolo più noto, che gli ha fatto vincere il Premio Pulitzer per la saggistica nel 1992, nonché il Premio Eccles per la migliore opera divulgativa sull'Economia[4]. Dal libro la PBS e la BBC hanno realizzato una mini serie che è stata seguita da oltre 20 milioni di spettatori, e inoltre nel 1997 Yergin è stato insignito dello United States Energy Award.
- The Quest: Energy, Security, and the Remaking of the Modern World (Penguin, 2011, ISBN 978-1-59420-283-4). Pubblicato nel settembre del 2011 come seguito a The Prize, che continua la sua storia dell'industria petrolifera mondiale e che tratta anche i temi della sicurezza energetica, del gas naturale e dell'energia elettrica, dei cambiamenti climatici e delle energie rinnovabili.[5]
- The New Map: Energy, Climate, and the Clash of Nations (Penguin, 2020, ISBN 978-159420-643-6). Pubblicato nel 2020 l'autore ripercorre le analisi fra le potenze egemoniche ed emergenti effettuate in The Quest offrendo una nuova vista su quanto avvenuto a livello tecnologico, introducendo ad esempio il Fracking, e geo-politico in tema di energia e sicurezza energetica.

### Scritti con altri autori
- Energy Future: the Report of the Energy Projectat the Harvard Business School (New York, Random House, 1979, ISBN 0-394-50163-2. Ristampato da Ballantine Books, ISBN 0-394-29349-5, da Knopf, 3ª edizione, 1982, ISBN 0-394-71063-0 e ancora da Random House, in 3ª edizione riveduta e corretta nel 1990). Scritto a quattro mani e pubblicato con Robert B. Stobaugh, è diventato un best seller recensito dal New York Times.[6]
- Global Insecurity: A Strategy for Energy and Economic Renewal (New York, Houghton Mifflin, 1982, ISBN 0-395-30517-9. Ristampato da Viking Penguin Books, 1983, ISBN 0-14-006752-3). Scritto in collaborazione con Martin Hillenbrand.
- Russia 2010 and What It Means for the World (New York, Random House, 1993, ISBN 0-679-42995-6. Ristampato da Vintage, 1995, ISBN 0-679-75922-0). Scritto insieme a Thane Gustafson, il libro suggerisce possibili scenari di sviluppo della Russia dopo il collasso dell'Unione Sovietica.
- The Commanding Heights: the Battle for the World Economy (Edizione originale intitolata The Commanding Heights: The Battle Between Government and the Marketplace That Is Remaking the Modern World, New York, Simon & Schuster, 1998, ISBN 0-684-82975-4. Ristampata in edizione rivista e corretta da New York, Free Press, 2002, ISBN 0-684-83569-X). Scritto con Joseph Stanislaw, il libro descrive lo scontro tra governi e mercati e l'ascesa della globalizzazione[7]. Dal libro la PBS e la BBC hanno tratto una serie di trasmissioni televisive di cui Yergin è stato il produttore esecutivo e conduttore, conducendo interviste a personaggi del calibro di Bill Clinton, Dick Cheney, Gordon Brown, Newt Gingrich e Robert Rubin, oltre a noti economisti.

### Edizioni italiane dei libri di Yergin
I libri di Yergin disponibili in traduzione italiana comprendono:
- Il premio. L'epica corsa al petrolio, al potere e al denaro, Sperling & Kupfer Collana Saggi, novembre 1991, copertina flessibile, 684 pagine, ISBN 8820012448, ristampato nel 1996.
- La grande guerra dell'economia (1950-2000). La lotta tra Stato e imprese per il controllo dei mercati, Garzanti Libri Collana Memorie documenti biografie, luglio 2000, copertina flessibile, 712 pagine, ISBN 8811738733

## La controversia sulla teoria del Picco di Hubbert
Nel 2011 Yergin ha criticato la predizione dell'imminente Picco di Hubbert, rimarcando che sarebbe stata la quinta predizione, da parte degli esperti, di un imminente crollo della produzione mondiale di petrolio. Le quattro volte precedenti si sono verificate negli anni 80 del 1800, poi nei periodi successivi alle due guerre mondiali e infine negli anni 70. Yergin sosteneva che la teoria del Picco di Hubbert non tiene conto degli effetti dei progressi economici e tecnologici. Invece di un picco Yergin sostiene che la produzione futura di petrolio avrà piuttosto un andamento abbastanza costante, dato che l'aumento dei prezzi modera la domanda e stimola la produzione. Yergin affronta la questione del picco di produzione del petrolio anche nel capitolo “Is the World Running Out of Oil?” di The Quest.

Le posizioni di Yergin sull'argomento hanno comunque dato origine a una controversia con i sostenitori della teoria del Picco di Hubbert. Per esempio, nel 2011 Jean Laherrère ha sostenuto che le teorie di Yergin su produzione e prezzi dell'energia non tengono conto di alcuni fatti-chiave e portano quindi a conclusioni errate.

Un'altra dichiarazione che ha fatto discutere gli osservatori dell'industria petrolifera è quella che Yergin ha fatto il 14 settembre 2007, secondo cui il prezzo del greggio all'epoca era decisamente più alto di quanto fosse giustificato. All'epoca il prezzo del West Texas Intermediate era di 79 USD al barile.